# EETA 79001
Koordinaten: 76° 17′ 27″ S, 157° 16′ 0″ O
Der Marsmeteorit EETA79001 (offizieller Name Elephant Moraine A79001) wurde 1979 in der Elephant Moraine in der Antarktis entdeckt. Er besteht aus basaltischem Lavagestein und ist als Shergottit klassifiziert, das heißt, er hat eine ähnliche Zusammensetzung wie der Marsmeteorit Shergotty. Die gefundene Masse beträgt 7,942 kg.
EETA79001 war der erste Meteorit, für den 1983 – durch Vergleich der Isotopenhäufigkeiten von Argon in Glaseinschlüssen mit den von Viking-Landern gemessenen Anteilen von Isotopen des Edelgases Argon in der Marsatmosphäre – der Mars als Ursprungskörper nachgewiesen wurde.

## Forschung und Bedeutung
Der auf dem Elephant-Moraine-Eisfeld in der Antarktis gefundene, mittelgroße Stein Elephant Moraine A790001 (gewöhnlich abgekürzt „EETA79001“) wurde schon kurze Zeit nach dem Auffinden zu einem viel untersuchten Meteoriten.
Sein Inneres ist durch eine weitgehend intakte Schmelzkruste geschützt, und die Ähnlichkeiten mit dem sehr ungewöhnlichen und stark geschockten Shergotty-Meteorite (gefallen 1865) erregte sehr schnell die Aufmerksamkeit.
Bei einer näheren Betrachtung zeigte sich darüber hinaus eine interessante Komplexität: EETA79001 ist ein seltenes Beispiel für einen Meteoriten, der von mehreren verschiedenen Silikat-Lithologien (Petrographien) dominiert wird, die miteinander in Kontakt stehen:
- Die etwas untergeordnete „Lithologie B“ ist durch eine Klinopyroxen/Maskelynit-Einlagerung (mit ~70 respektive 15–20 vol%) gekennzeichnet, wie sie für Shergotty und andere basaltische Shergottite charakteristisch ist.
- Die leicht vorherrschende „Lithologie A“ enthält diese Phasen in etwas anderen Anteilen – aber auch eine Beimischung von auffälligen Olivin-, Orthopyroxen- und Chromitkristallen. Diese „Megakristalle“ scheinen frühere Stadien der Schmelzen zu repräsentieren, aus denen die über 100 heute bekannten Mars-Shergottite entstanden sind.
- Der spektakulärste Befund war jedoch die Identifizierung von Gasen in einigen kleinen dunklen glasartigen Klasten („Lithologie C“). 1984 entdeckten Becker & Pepin, dass diese Gase von EETA79001 praktisch identisch mit denen waren, die von den Viking-Landern in der Marsatmosphäre gefunden wurden. Damit war EETA79001 nachweislich ein Gestein vom Mars. Ähnliche Befunde wurden dann in der Folge auch für weitere Shergottite und andere Mitglieder des übergeordneten SNC-Clans (Shergottit-Nakhlit-Chassignit-Gruppe) festgestellt, d. h. der ganze Clan stammt vom Mars.[3]

Weitere von Studien zu EETA79001 haben sich in der Folge darauf konzentriert, die Eruptionsprozesse und Schockereignisse zu enträtseln, die dazu beigetragen haben, die Mineralien und Phasen dieses Meteoriten auf dem Planeten Mars und vielleicht auch bei möglichen weiteren Kollisionen auf seiner Reise zur Erde zu formen. Aber es gibt noch einen anderen damit verbundenen mineralogischen Befund von großem Interesse: In dem Meteoriten wurden Karbonate und Sulfate gefunden. Zwar könnten einige dieser Phasen durch irdische Verwitterung in der Zeit zwischen Fall und Bergung entstanden sein. Es gibt jedoch direkte isotopische Belege dafür, dass diese Phasen durch die Einwirkung von Wasser nicht nur auf der Erde, sondern auch bereits auf dem Mars entstanden sind. Darüber hinaus gibt es Hinweise darauf, dass dieser Meteorit auch Perchlorat-, Chlorat- und Nitrat-Anionen in seiner Grundzusammensetzung enthält.
Das durch Isotopenverhältnisse bestimmte „isotopische Alter“ von EETA79001 ist etwas schwierig zu interpretieren, aber die grundlegenden mineralischen Bestandteile scheinen vor weniger als 200 Millionen Jahren aus Marslava entstanden zu sein. EETA79001 hat ein für Meteorite ungewöhnlich „junges“ Alter von weniger als einer Million Jahren, in dem er der kosmischen Strahlung ausgesetzt war (d. h. auf seinem Weg vom Mars zur Erde).
Von der Masse her ist EETA79001 ist der sechstgrößte von 151 Marsmeteoriten, die in der Meteoritical Bulletin Database aufgeführt sind (Stand: Anfang Juni 2015). 23 dieser Meteoriten wurden in dem vom Johnson Space Center der NASA gesponserten Kompendium für Marsmeteoriten die EETA79001 Lithographie A als „Olivin-phyrische Shergottite“ weiter klassifiziert (Stand 14. Mai 2025).

## Weiterführende Literatur
- R. H. Becker, R. O. Pepin: The case for a martian origin of the shergottites: nitrogen and noble gases in EETA 79001. In: Earth and Planetary Science Letters, Band 69, Nr. 2, August 1984, S. 225–242; doi:10.1016/0012-821X(84)90183-3 (englisch).
- R. C. Reins, R. H. Becker, R. O. Pepin: The case for a martian origin of the shergottites, II. Trapped and indigenous gas components in EETA 79001 glass.  In: Earth and Planetary Science Letters, Band 77, Nr. 2, März 1986, S. 149–158; doi:10.1016/0012-821X(86)90156-1, bibcode:1986E&PSL..77..149W (englisch).

1. 1 2  
Elephant Moraine A79001. Auf: Meteoritical Bulletin. Meteoritical Society (MetSoc), Lunar and Planetary Institute (LPI). Stand: 7. Mai 2025 (englisch).
2. ↑  Elephant Moraine. Auf: Mapcarta (de).
3. 1 2 3 4 5  
Elephant Moraine A79001 Martian meteorite, Elephant Moraine, Victoria Land, Eastern Antarctica, Antarctica. In: Hudson Institute of Mineralogy: Eine der Fundstelle nahe gelegene Lagerstätte. Zugriff: 5. Januar 2025 (englisch).
4. ↑  
Charles Meyer (Hrsg.): EETA79001, 7942 grams, ~4 kg; A) Olivine-phyric Shergottite, B) Basaltic Shergottite, C) Entraped Soil? In: The Mars Meteorite Compendium, Johnson Space Center (JSC), NASA, 2012 (PDF, englisch).